# Kartalspor
Kartalspor is een voetbalclub opgericht in 1949 te Kartal, een district van de provincie Istanbul, Turkije. De clubkleuren zijn bordeaux en wit en de thuisbasis van de club is het Kartal Stadion. De club heeft ook een professioneel dameselftal.
Kartalspor heeft nooit in de Süper Lig gespeeld en geen opmerkelijke resultaten behaald in de Turkse Beker.

## Geschiedenis

### Oprichting
Op 18 augustus 1949 werd Kartal Spor Kulübü opgericht onder de naam Kartalspor Gençlik Kulübü. De club kwam tot 1984 uit in de regionale amateurreeksen. Uiteindelijk, in 1988, promoveerde de club naar de 2. Lig, wat toen de tweede hoogste niveau van het land was. In het seizoen 2000-2001 degradeerde de club terug naar de 3. Lig (nu beter bekend als 2. Lig). Aan het eind van het seizoen 2016-17 moest de club afscheid nemen van de professionele competities. Jaargang 2017-18 zal de club uitkomen in de Bölgesel Amatör Lig.

### Oprichters
- Ali Örs
- Mustafa Gürsel
- İsmail Perin
- Nevzat Bozkurt
- Haluk Akan

### Gespeelde divisies (vanaf 1984)
- 1984–1988: Spor Toto 2. Lig
- 1988–2001: 1. Lig
- 2001–2007: Spor Toto 2. Lig
- 2007–2013: 1. Lig
- 2013–2016: Spor Toto 2. Lig
- 2016–2017: Spor Toto 3. Lig
- 2017–heden: Bölgesel Amatör Lig

## Bekende (oud-)spelers
- Deniz Aslan
- Servet Çetin
- Volkan Demirel
- Emrullah Güvenç
- Egemen Korkmaz